# IEFBR15
IEFBR15 ist ein Programm, welches in IBM-Großrechnerbetriebssystemen seit OS/360 zu Schulungs- und Demonstrationszwecken verwendet werden kann, zum Beispiel um die Leistungsfähigkeit des Workload Management des Betriebssystems zu zeigen.
IEFBR15 ist kein offizielles Hilfsprogramm (Utility) wie zum Beispiel IEFBR14, es muss vielmehr von einem Freiwilligen erstellt werden. Typischerweise handelt sich dabei um ein Programm, welches direkt zu seinem Programmanfang springt und damit in einer Endlosschleife verharrt; Register 15 zeigt zu Beginn der Programmausführung auf den Programmanfang; ein einzeiliges Assemblerprogramm mit
```
     BR 15        für 
Branch Register15
.
```

erzeugt so eine Endlosschleife mit minimalen Programmieraufwand.
Der Name so eines Programms ist natürlich frei, „IEFBR15“ beschreibt die Funktion des Programms aber offenbar gut und vermittelt den Anschein eines offiziellen System-Utilitys, deren Namen auf OS/360 und Nachfolgern oft mit „IEF“ beginnen.